# Gymnopholus lichenifer
Gymnopholus lichenifer là một loài bọ cánh cứng thuộc họ Curculionidae. Nó là loài đặc hữu của Papua New Guinea.